# Mormón (profeta)
Mormón es el nombre de un  profeta del Libro de Mormón, uno de los libros canónicos de la Iglesia de Jesucristo de los Santos de los Últimos Días. Para sus creyentes, Mormón existió en realidad y es considerado un profeta, militar e historiador. El mencionado libro ubica su vida entre los años 311 y 385.

## El personaje
Mormón, quien narra su historia en primera persona, se describe como descendiente de Nefi, aunque sin detallar la línea genealógica, solo indicando que se llama igual que su padre. Debido a su carácter serio y observador, a la edad de diez años fue instruido por Ammarón para que se preparara y se hiciera cargo de los registros de los profetas antiguos, los cuales después compiló y organizó, formándose así lo que sería el Libro de Mormón.
Junto con su padre, a la edad de once años, viajó a la capital nefita, y a los quince años fue, dice, «visitado por el Señor» y predicó el arrepentimiento a su pueblo, pero sin éxito alguno debido a la maldad del mismo. En consecuencia, Dios le manda dejar de predicar y se dedica a liderar los ejércitos nefitas para afrontar las continuas guerras de la época.
Murió en una de las batallas finales, en la tierra de Cumorah, aproximadamente en el año 385. Antes de fallecer, encargó a su hijo Moroni el cuidado del registro que había compilado y la tarea de terminar de narrar la destrucción total del pueblo nefita.
Sus dos principales tareas en relación con la escritura del libro fueron compilar las Planchas Mayores de Nefi y escribir los textos Libro de Mormón (el registro de Mormón) y Palabras de Mormón, que forman parte del llamado Libro de Mormón.